# シルヴァプラーナ湖
シルヴァプラーナ湖（シルヴァプラーナこ、ドイツ語: Silvaplanersee、ロマンシュ語: Lej da Silvaplauna）は、スイス連邦グラウビュンデン州エンガディン地方にある湖。湖の名前はシルヴァプラーナ村に由来する。チャンプフェール湖とつながっている。付近には、州内最大のシルス湖がある。

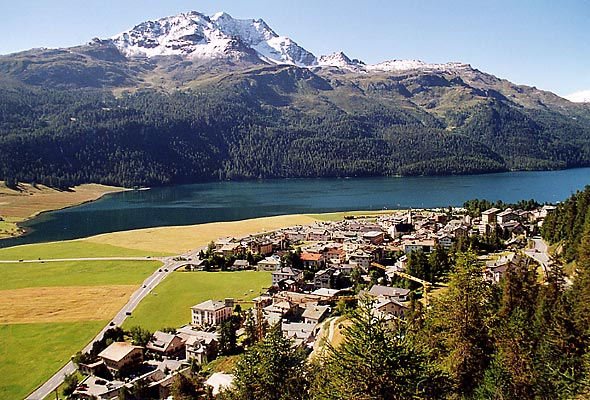
シルヴァプラーナ村から

湖の北岸にキャンプ場がある。湖はスポーツに多用され、特に夏季のカイトサーフィンやウィンドサーフィン（ボードセーリング）の利用が多い。冬季は湖面が一度凍結すると、クロスカントリースキーやハイキング、雪上でのカイトサーフィンが行われ、エンガディンスキーマラソンが毎年開催されている。稀に黒氷（black ice）が現れると、アイススケートを楽しむ人もいる。
フリードリヒ・ニーチェは『この人を見よ』（Ecce Homo）において、1881年8月にシルヴァプラーナ湖畔を散策中、永劫回帰の概念を初めて思い付いたと語っている。 